# Ture Lidström
Lars Erik Ture Lidström, född 1917 i Stockholm, död 1995, var en svensk konstnär, tecknare, grafiker och skulptör.
Han var son till hissmontören Gunnar Lidström och Oscarina Dybeck och från 1944 gift med Stina Sjölin. Lidström började som kontorist vid en elfirma och studerade vid sidan av sitt arbete på kurserna för teckningslärare och reklamtecknare vid Tekniska skolan i Stockholm 1936-1938. Under studietiden tilldelades han ett kamratstipendium som han använde till studier vid Académie de la Grande Chaumière i Paris. Han var 1949-1954 elev vid Konsthögskolan, där han huvudsakligen studerade grafisk konst under Harald Sallberg. 1952 tilldelades han Maria Leander-Engströms resestipendium som han använde till en studieresa till London och Paris. Separat ställde han ut på galleri Acté i Stockholm 1947 och han medverkade i Nationalmuseums utställning Unga tecknare 1942-1952, och i utställningar arrangerade av Nordiska konstförbundet, Föreningen Graphica och Mellersta Hallands konstförening. Hans konst består av stadsbilder, utopiska landskap, figurer och  figurskulpturer i klara färger. Som illustratör medverkade han i olika tidskrifter och bland de böcker han illustrerade märks Dan Anderssons Fragment ur den underbara byttans berättelse. Vid sidan av sitt eget skapande var han under en period lärare i  grafik och teckning vid ABF:s kursverksamhet och på konstlinjen vid Birkagårdens folkhögskola. Lidström är representerad vid Nationalmuseum, Nordiska museet, Moderna museet, Gustaf IV Adolfs samling, Faluns museum, Kalmar konstmuseum, Bergens museum och Nasjonalgalleriet i Oslo.